# Жоховы
Жоховы (Жеховы) — русский дворянский род.

## Происхождение
В 1573 году опричником Ивана Грозного числился Василий Дмитриевич Жохов.
Род дворян Жоховых ведет своё происхождение от Осипа Алексеевича Жохова, испомещенного в 1637 году, его потомство внесено в VI часть родословной книги Костромской губернии; другая ветвь того же рода внесена во II часть родословной книги Ярославской губернии.
Потомство Григория Жохова, бывшего в 1665 г. Епифанским воеводою, внесено в VI часть родословной книги Тульской губернии.
Владели усадьбой Яхна в Чухломском уезде Костромской губернии (на берегу реки Яхня, ныне Антроповского р-на Костромской обл., существовали две усадьбы: Большая и Малая Яхна)
Жохов Владимир Платонович (17.05.1917- 23.09.1988) — митрофорный протоиерей — составил родословную потомственных дворян Жоховых по Костромской линии до XIV в. (хранится в фондах Костромского музея-заповедника), её научный уровень высоко оценил председатель археографической комиссии РАН С. О. Шмидт.

## История
Представители рода занимали различные военные и государственные должности:
Жохов 2-й Петр Александрович — подполковник, с 05.02.1812 по 29.06.1818 — командир Нашебургского пехотного полка; Жохов Василий Эрастович — полковник с 17.12.1802 по 24.03.1808 — командир Казанского гарнизонного полка
В советское время некоторые представители рода подвергнуты репрессиям:
Жохов Петр Васильевич, 1903 г.р., конюх, райветлаборатория, с. Жолово, Покровский р-н; тройкой УНКВД по Оренб. обл. 14.08.37. Реабил. 13.07.89; Жохов Павел Денисович, 1893 г.р., рыбак, рыбацкая артель «Шип», с. Илек, Илекский р-н; тройкой УНКВД по Оренб. обл. 14.11.37. Реабил. 06.01.64
По документам прошлых лет известны и другие Жоховы, связь которых между собой установить довольно затруднительно:
Жохов Лев Александрович (ум. 1845) — утвержден в дворянстве 16.12.1844 указом Сената № 7421 (Калужская губерния) вместе с пятью сыновьями;
Жохов Салтык, недельщик по Торжку 1591—1592 гг. — л. 167..

## Дом Жоховых
Дом дворян Жоховых находится в Санкт-Петербурге.
В 1820—1860-х годах этот дом, находящийся по адресу 7-я линия В. О., дом 38 — принадлежал семье генерал-лейтенанта Жохова. Перед революцией дом принадлежал графине Е. Н. Адлерберг.
Во время блокады в 1943 году дом пострадал от зажигательной бомбы: сгорели и обрушились все перекрытия, оставались только стены. После войны дом был восстановлен.

## Герб дворянского рода Жоховых
Герб представляет в щите бегущего вправо Оленя, а над ним выходящая из облака Рука в латах, держащая Меч.

## Известные представители
- Жохов Иван — воевода в Солигаличе (1608).
- Жохов Калистрат Иванович — дьяк (1627), московский дворянин (1640), воевода в Терках (1636-1638), на Двине (1646).
- Жохов Григорий — воевода в Епифани (1664).
- Жохов Максим Павлович — московский дворянин (1676).
- Жохов Григорий Карпович — московский дворянин (1676-1692).
- Жохов Лукьян Сергеевич — московский дворянин (1678-1692).
- Жохов Александр Васильевич — стряпчий (1692).
- Жохов Иван Иванович — стольник (1692)[10][11].
- Александр Андреевич Жохов (1748—1823) — генерал-лейтенант
- Яков Андреевич Жохов (1753—1827) — генерал-лейтенант
- Алексей Николаевич Жохов (1885—1915) — русский полярник
- Александр Федорович Жохов (1840—1872) — писатель
- Сергей Львович Жохов (1821-10.12.1903) — генерал-майор корпуса жандармов[12] (04.12.1874).